# KVM-переключатель

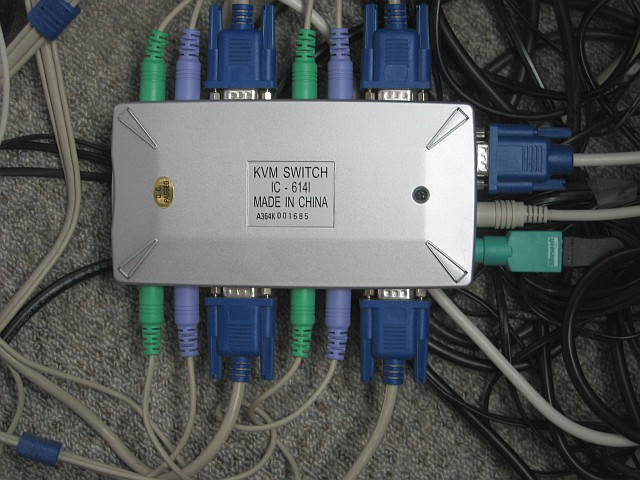
Электронный KVM-переключатель на 4 устройства

KVM-переключа́тель (аббр. англ. keyboard, video, mouse «клавиатура, видео, мышь») — устройство, предназначенное для коммутации одного комплекта устройств ввода-вывода (дисплея, клавиатуры, мыши, съёмных носителей информации и т.д.) между несколькими компьютерами.
Кроме непосредственно переключения сигнала, KVM-переключатель также должен эмулировать присутствие устройств на отключённых портах, чтобы в отключённых машинах не возникало ошибок, связанных с их опросом. Это стало возможным благодаря наличию общепринятых стандартов на протоколы обмена по шинам D-sub, PS/2 клавиатуры и мыши, а также USB.

Схема подключения нескольких компьютеров к одному рабочему месту с помощью KVM-переключателя

## Видеохарактеристики
KVM-переключатели могут иметь различную полосу пропускания видеосигнала (video bandwidth), величина которой влияет на стоимость оборудования. Стандартный KVM-переключатель средней линейки обеспечивает полосу пропускания в 200 МГц, распределённую между имеющимися портами. Профессиональные переключатели обеспечивают пропускную способность в два раза больше и имеют в два раза большую стоимость. Одним из важных требований является также поддержка различных режимов частоты обновления экрана. Недорогие модели поддерживают обычно частоту обновления 60 Гц, что является недостаточным в некоторых профессиональных системах.
С ростом числа доступных мониторов и различных разрешений важным фактором стала поддержка EDID и DDC, что напрямую влияет на качество изображения и доступные разрешения видео на рабочем мониторе.
Video DynaSync™ обеспечивает считывание параметров подключённого монитора (EDID), запоминания их и автоматической передачи информации о мониторе на все подключённые сервера для их автоматической подстройки.

## Эволюция KVM-переключателей
Первые модели KVM-переключателей были механическими, представляли собой пакетный переключатель в корпусе с выведенными наружу стандартными разъёмами. Их основным достоинством была простота конструкции и надёжность. Основные недостатки — отсутствие эмуляции клавиатуры на «неактивных» портах, отсутствие гальванического разделения присоединённых устройств, неудобство управления (пакетный переключатель должен был переключать более 20 контактов одновременно), невозможность масштабирования.
Последующие модели использовали электронную коммутацию, позволяли управлять процессом переключения с клавиатуры (обычно для активации режима управления KVM использовалось двойное нажатие Scroll Lock). Первые модели электронных переключателей требовали внешнего питания, последующие используют питание от PS/2 (или USB) порта.
В дальнейшем появились KVM-переключатели с возможностью передачи сигнала на большие расстояния за счёт применяемой коррекции видеосигнала.
Последнее поколение KVM-переключателей может передавать видеосигнал и ввод с мыши/клавиатуры по сети с использованием IP-протокола (известны как IP-KVM).
Для работы с IP-KVM на рабочей станции может потребоваться виртуальная машина Java или специальная windows-программа, с помощью которой видеосигнал будет передаваться на монитор пользователя. Производители IP-KVM, как правило, предоставляют оба варианта программного обеспечения: java-клиент для систем Linux/MacOS/*BSD и Windows-клиент для рабочих станций под управлением операционной системы Microsoft Windows.
Современные модели KVM-переключателей дополняются возможностью коммутации аудио сигнала, дополнительных USB-устройств, цифровых видео сигналов (таких как DVI, Display Port).
Сейчас актуальной проблемой при использовании KVM-переключателей является коммутация различных и нестандартных USB-устройств — например беспроводной мыши, сканера, графического планшета, так как большинство производителей при переключении используют метод «нумерации» или простой эмуляции, то при переключении такого устройства с одного компьютера на другой — оно не определяется. Данную проблему решает использование технологии True USB emulation.

## KVM и удалённый доступ
По сравнению с сервисами удалённого доступа (SSH, Remote Desktop) KVM с передачей сигнала через IP, являясь независимым от операционной системы устройством, обеспечивает возможность удалённо выполнять операции, недоступные для удалённого доступа (например, конфигурирование BIOS).
В то же самое время KVM-переключатель не подчиняется политикам операционных систем (например, блокировка учётной записи в Active Directory или /etc/passwd не приводит к отключению пароля пользователя в KVM).
Стоит отметить применение в KVM IP решениях такой технологии, как Virtual Media — которая позволяет KVM устройству передавать данные по протоколу IP и тем самым позволяет дистанционно установить программы или операционную систему.
Реализовать удалённый доступ позволяет KVM-оборудование, посредством которого осуществляется передача видео- и аудиосигналов на расстояние до 40 км, обеспечивая максимальное разрешение 1920х1200. KVM-оборудование в работе различных Центров Управления позволяет передавать различные типы сигналов, осуществлять управление передаваемым контентом и контроль над входящими и исходящими данными.